# Никомахова етика
„Никомахова етика“ (на гръцки език: Ηθικά Νικομάχεια) е етическо произведение, едно от основните произведения на Аристотел, което се състои от три книги и което той посвещава на сина си Никомах.

## Идея на творбата
В „Никомахова етика“ са представени възгледите на Аристотел за поведението, което човек трябва да следва в своя живот. За нравствени ценности се посочват духовните възможности и способности на индивида. Етическите принципи, отразени в етиката, са насочени към: определяне на благата, към постъпките на отделния човек и отражението на тези постъпки върху общата дейност на човека: „Всяка постъпка и съзнателен избор изглежда се стреми към някакво благо“. Проблемите, заложени в творбата, оказват силно влияние върху европейската култура.

## Синтез
В „Никомахова етика“ Аристотел извършва синтез на постиженията на античните философи в областта на етиката, като систематизира техните възгледи. Дори коментира и критикува мненията на другите мислители, и едновременно с това поставя редица нови проблеми, на които дава определения и ги анализира.

## Композиция
Трактатът „Никомахова етика“ се състои от 10 книги, които последователно разглеждат проблемите за доброто и щастието, добродетелта изобщо и разновидностите ѝ, справедливостта като нравствено качество и като правно-политическа норма, нравствените свойства в рамките на малките общности и в системата на държавата. На края на своето произведение Аристотел съсредоточава вниманието си върху духовните парадигми, отнасящи се до абсолютното и върховно начало на човешкото битие.